# Jinyang Qinxing Auto Works
Jinyang Qinxing Auto Works, auch Shaanxi Qinxing Auto Works genannt, war ein Hersteller von Automobilen aus der Volksrepublik China.

## Unternehmensgeschichte
Das Unternehmen aus dem Kreis Jingyang der Stadt Xianyang begann 1996 mit der Produktion von Automobilen. Der Markenname lautete Qinxing. Im gleichen Jahr endete die Produktion.

## Fahrzeuge
Das einzige Modell war der QX 6401. Er ähnelte einem verkleinerten VW Santana. Überliefert sind Limousine mit Stufenheck sowie Kombi, beide viertürig. Die Fahrzeuge waren bei einem Radstand von 236 cm 420 cm lang, 165 cm breit und 143 cm hoch. Das Leergewicht war mit 860 kg angegeben. Zur Wahl standen Motoren von Dong’an und Chang’an. Der kleinere Motor mit 797 cm³ Hubraum leistete 26 kW und der größere aus 970 cm³ Hubraum 33 kW.